# Acid chloric
Acid chloric có công thức là HClO3, là một acid có oxy của chlor. Là acid là một trong những acid mạnh  (pKa ≈ −2.7), chỉ tồn tại ở dạng dung dịch. Acid chloric có tính oxy hóa mạnh; tác dụng với lưu huỳnh, phosphor, arsenic, khí lưu huỳnh dioxide. Giấy, bông bốc cháy ngay khi tiếp xúc với dung dịch HClO3 40%. Trong nước, nó mạnh tương đương với acid hydrochloric. Muối quan trọng nhất của nó là kali chlorat (KClO3). Acid chloric rất độc.

## Tính chất
Axit cloric không ổn định về mặt nhiệt động theo hướng không cân đối.
Axit cloric ổn định trong dung dịch nước lạnh có nồng độ lên tới khoảng 30% và có thể điều chế các dung dịch có nồng độ lên tới 40% bằng cách làm bay hơi cẩn thận dưới áp suất giảm. Trên nồng độ này, dung dịch axit cloric bị phân hủy tạo ra nhiều loại sản phẩm, ví dụ:
8 HClO3 → 4 HClO4 + 2 H2O + 2 Cl2 + 3 O2
3 HClO3 → HClO4 + H2O + 2 ClO2

## Tính chất hoá học
Acid chloric có thể phản ứng với nhiều kim loại trước dãy điện hoá của hydro:
2HClO3 + 2K → 2KClO3 + H2
2HClO3 + Ca → Ca(ClO3)2 + H2
6HClO3 + 2Al → 2Al(ClO3)3 + 3H2

## Điều chế
Acid chloric có thể được điều chế bằng phản ứng giữa bari chlorat và acid sunfuric:
Ba(ClO3)2 + H2SO4 → 2HClO3 + BaSO4↓
Một phương pháp khác là đun nóng axit hypoclorơ, tạo ra axit cloric và hydro clorua:
3 HClO → HClO3 + 2 HCl

## Nguy hiểm
Axit cloric là một tác nhân oxy hóa mạnh mẽ. Hầu hết các chất hữu cơ và chất dễ cháy sẽ bốc cháy khi tiếp xúc.